# Carl Adolph Maria von Elverfeldt genannt Beverförde zu Werries
Carl (Karl) Adolph Maria von Elverfeldt genannt Beverförde zu Werries (* 6. April 1795 in Münster; † 24. Mai 1863 ebenda) war ein deutscher Rittergutsbesitzer und Politiker aus dem Elverfeldt genannt von Beverfoerde zu Werries.
Von Elverfeldt war der Sohn von Friedrich Clemens von Elverfeldt genannt Beverförde zu Werries und dessen Ehefrau Wilhelmine von und zu Westerholt-Gysenberg. Er heiratete 1831 Clara Charlotte Friederike von Briest (* 13. Oktober 1807) aus dem Haus Neuhaus. Aus der Ehe gingen folgende Kinder hervor:
- Friederich Eduard Carl August Maria (* 3. September 1832 in Münster;[1] † 12. September 1836 in Ostbevern, Schloss Loburg[2])
- Max Ludwig Carl Wilhelm Hubert (* 8. Februar 1834 in Münster;[3] † 12. September 1851 in Ostbevern)
- August Friedrich Gisbert Alexander Maria (* 22. März 1835 in Loburg; † 21. November 1855)
- Anna Maria Cecilia Frederika Carolina (* 19. November 1839 in Loburg trat 1860 in einen Orden ein)
- Wilhelmina Maximiliana Franziska Friederica Huberta Maria in Loburg (* 25. Juni 1839 † 5. Januar 1865)
- Maria Mechtilde Anna Friderika Huberta (* 26. Juli 1842 in Loburg; † 19. Juli 1864)
- Carl Maximilian Hubert Gisbert Maria (* 15. September 1845 in Loburg; † 4. Januar 1901 ebenda) ⚭ am 25. Juni 1867 Adelheid Cecilia Maria Huberta von Boeselager in Heessen

Er lebte als Rittergutsbesitzer auf Schloss Loburg. Daneben war er Burgmann zu Horstmar und Nienborg. Er wurde zum Kammerherren ernannt. 1858 war er Abgeordneter für den Stand der Ritterschaft im Wahlbezirk Ost-Münster im Provinziallandtag der Provinz Westfalen.